# البومة العمياء (رواية)
البومة العمياء (الفارسية: بوف کور؛ ) هي رواية وعمل ضخم للكاتب صادق هدايت ومن الأعمال الأدبية الرئيسة في إيران في القرن العشرين. كُتبَت باللغة الفارسية، ويرويها رسام أقلام مجهول الهوية، والذي يوجه اعترافاته القاتلة إلى ظل على جداره يشبه البومة. لا تتبع اعترافاته تقدمًا خطيًا للأحداث، وغالبًا ما تتراكم موضوعيًا، مما يؤدي إلى تفسير مفتوح للقصة.

صادق هدايت ، طهران، 1930

## الخلفية
كُتبَت البومة العمياء في السنوات الأخيرة من حكم رضا شاه. يُعتقد أن معظم الرواية كان قد اكتمل بالفعل بحلول عام 1930 بينما كان هداية لا يزال طالبًا في باريس. استلهم هداية من الأدب والأفكار الأوروبية، وتحدى العديد من الأعراف الإيرانية التقليدية في روايته، وهي الصفة التي جعلته في كثير من الأحيان بمثابة أب الأدب الفارسي الحديث.

## الحبكة
تحكي الرواية قصة رسّام علب أقلامٍ مجهول الاسم، يُفضي باعترافاته الكئيبة إلى ظلٍّ على حائطه يشبه البومة، وذلك في لحظات يأسٍ شديد أعقبت فقدانه لحبيته الغامضة. يرى في كوابيسه المحمومة والمفعمة بالموت أن "وجود الموت يُفني كل ما هو متخيَّل". يخيِّم شبح الموت على الراوي، الذي يصرِّح قائلًا: "نحن أبناء الموت، والموت يخلِّصنا من مغريات الحياة الخادعة والمراوغة"، ويضيف: "طوال حياتنا، تُوجَّه نحونا إصبع الموت".
تنقسم الرواية إلى قسمين:
1. القسم الأول يقدَّم بأسلوبٍ سريالي حلمي، يتتبّع فيه الراوي المدمن على الأفيون، المرأة التي يحبّها ويكرهها في آنٍ واحد، وعجوزًا يضحك بصوتٍ متهكّم ويرتدي عمامة.
2. القسم الثاني، فيُعيد سرد القصة بنبرة أكثر واقعية، ويشتمل على تفاصيل تبدو متناقضة مع ما ورد في القسم الأول.

## الترجمات
ترجم كتاب البومة العمياء لأول مرة روجر ليسكوت إلى اللغة الفرنسية أثناء الحرب العالمية الثانية، ونشره تحت عنوان La Chouette Aveugle (1953)، ثم نشره لاحقًا باستور فاليري رادوت، عضو الأكاديمية الفرنسية. حظي الكتاب بقبول ممتاز في الأوساط الأدبية الفرنسية. تُرجمَت البومة العمياء إلى الإنجليزية عدة مرات، أولًا على يد دي بي كوستيلو (1957)، ثم إيراج بشيري [الإنجليزية] (1974، وتمت مراجعته في عام 1984 ومرة أخرى في عام 2013)، ثم نويد نوري (2011)، ثم ساسان طباطبائي (2022). وقد تُرجم أيضًا إلى العديد من اللغات الأخرى.
في عام 2023، صدر في طهران عن دار نشر «ديد» (البصر) كتابٌ بعنوان حول العالم في خمسةٍ وثمانين عامًا من تأليف جهانغير هدايت وفَرزاد شهرُسَوند، المترجم الشاب لرواية البومة العمياء. وقد تضمّن هذا الكتاب توثيقًا دقيقًا لجميع طبعات ترجمات هذه الرواية إلى خمسين لغة، بالإضافة إلى كمٍّ كبير من المعلومات حول الكتب، والأفلام، والمسرحيات، واللوحات الفنية التي استلهمت من البومة العمياء في مختلف أنحاء العالم.

## الفلم
حُولَت الرواية إلى فيلم سينمائي عام 1974، من إخراج كيومارس ديرامبخش [الإنجليزية]، وبطولة برويز فانيزاده [الإنجليزية] وفرشيد فرشوود وبارفين سليماني.
وقد تم أيضًا تكييفها بشكل فضفاض للغاية في فيلم البومة العمياء [الإنجليزية] لعام 1987 من إخراج راؤول رويز.

## روابط خارجية
- النص الفارسي على الإنترنت
- كتاب البومة العمياء بخط يد هداية الأصلي
- ترجمة إيراج بشيري
- رمزية المرأة في كتاب "البومة العمياء" لهدايت ، من تأليف معصومة برايس، غرفة التجارة الإيرانية .
- هذا الكتاب سينهي حياتك: أعظم رواية فارسية حديثة على الإطلاق بقلم بوروشيستا خاكبور
- البومة العمياء في قاعدة بيانات الخيال المضاربي على الإنترنت